# Aldo Baéz
Aldo Baéz (Buenos Aires, 5 settembre 1988) è un calciatore argentino, centrocampista del Šamorín.

## Caratteristiche tecniche
Mediano, può giocare anche da interno di centrocampo.